# Zanthoxylum kleinii
Zanthoxylum kleinii är en vinruteväxtart som först beskrevs av Richard Sumner Cowan, och fick sitt nu gällande namn av Alma May Waterman. Zanthoxylum kleinii ingår i släktet Zanthoxylum och familjen vinruteväxter. Inga underarter finns listade i Catalogue of Life.